# مینورو یاماساکی
مینورو یاماساکی (به انگلیسی: Minoru Yamasaki) معمار نوگرای آمریکایی قرن بیستم ژاپنی-تبار بود. در تاریخ ۱ دسامبر سال ۱۹۱۲در شهر سیاتل، واشینگتن به دنیا آمد. پدرش کفاش بود. او به دلیل اینکه عموی مادرش معمار بوده به معماری علاقه زیادی داشته‌است. در دوران جوانی در کارخانه قوطی ماهی قزل آلا در آلاسکا مشغول و در گروه معماری در دانشگاه واشینگتن در در رشته کارشناسی معماری ادامه تحصیل داد. او سپس کارشناسی ارشد خود را در نیویورک به صورت شبانه به اتمام رسانید.
شهرت یاماساکی بیشتر به خاطر طراحی برج‌های مرکز تجارت جهانی است که در ۱۱ سپتامبر ۲۰۰۱ در حمله تروریستی تخریب شدند. این برج‌ها با ارتفاع ۴۱۷ و ۴۱۵ متر، بلندترین ساختمان‌های جهان بودند که در سال ۱۹۷۳ افتتاح شدند.
در کنار مرکز تجارت جهانی، برجسته‌ترین آثار او شامل برج مدرن راینیر و مرکز علوم اقیانوس آرام در سیاتل و پروژه مسکن اجتماعی پرویت-ایگو در میسوری است. پرویت-ایگو نیز سرنوشتی مشابه مرکز تجارت جهانی داشت، زیرا کمتر از ۲۰ سال پس از تکمیل آن تخریب شد. امروزه اغلب از آن به عنوان نمادی از شکست مدرنیسم یاد می‌شود.
او در سال ۱۹۴۱ در سن ۲۹ سالگی با تیلکو هیراشیکی ازدواج نموده و پس از ۲۰ سال زندگی از یکدیگر جدا شدند. در سال ۱۹۶۱ با ویت اند پگی ازدواج و این ازدواج به دو سال هم نکشید و برای بار سوم با زنی ژاپنی ازدواج نمود.

## آثار
- فرودگاه بین‌المللی لامبرت سنت لوئیس (سنت لوئیس، ۱۹۵۵)
- ساختمان فلزی دفتر مرکزی ریونولدز (حومه دیترویت، ۱۹۵۹)
- ویلیام جیمز هال، دانشگاه هاروارد (حومه بوستون، ۱۹۶۳)
- رابرتسون هال، دانشگاه پرینستون (پرینسون، ۱۹۶۴)
- هتل سنتری پلازا (لوس آنجلس، ۱۹۶۶)
- کالج ابرلین (اوبرلین، اوهایو، ۱۹۶۶)
- ترمینال شرقی فرودگاه بین‌المللی لوگان (بوستون، ۱۹۶۸)
- مجتمع مرکز تجارت جهانی نیویورک (در سال ۱۹۶۶ شروع و در سال ۱۹۷۳ به پایان رسید)

## آثار در ایران
یاماساکی ساختمان‌های خوابگاه دانشجویان روی تپه کوی دانشگاه شیراز را طراحی نمود. این پروژه مصادف با انقلاب سال ۵۷ گشته و نیمه کاره ماند.

## نگارخانه

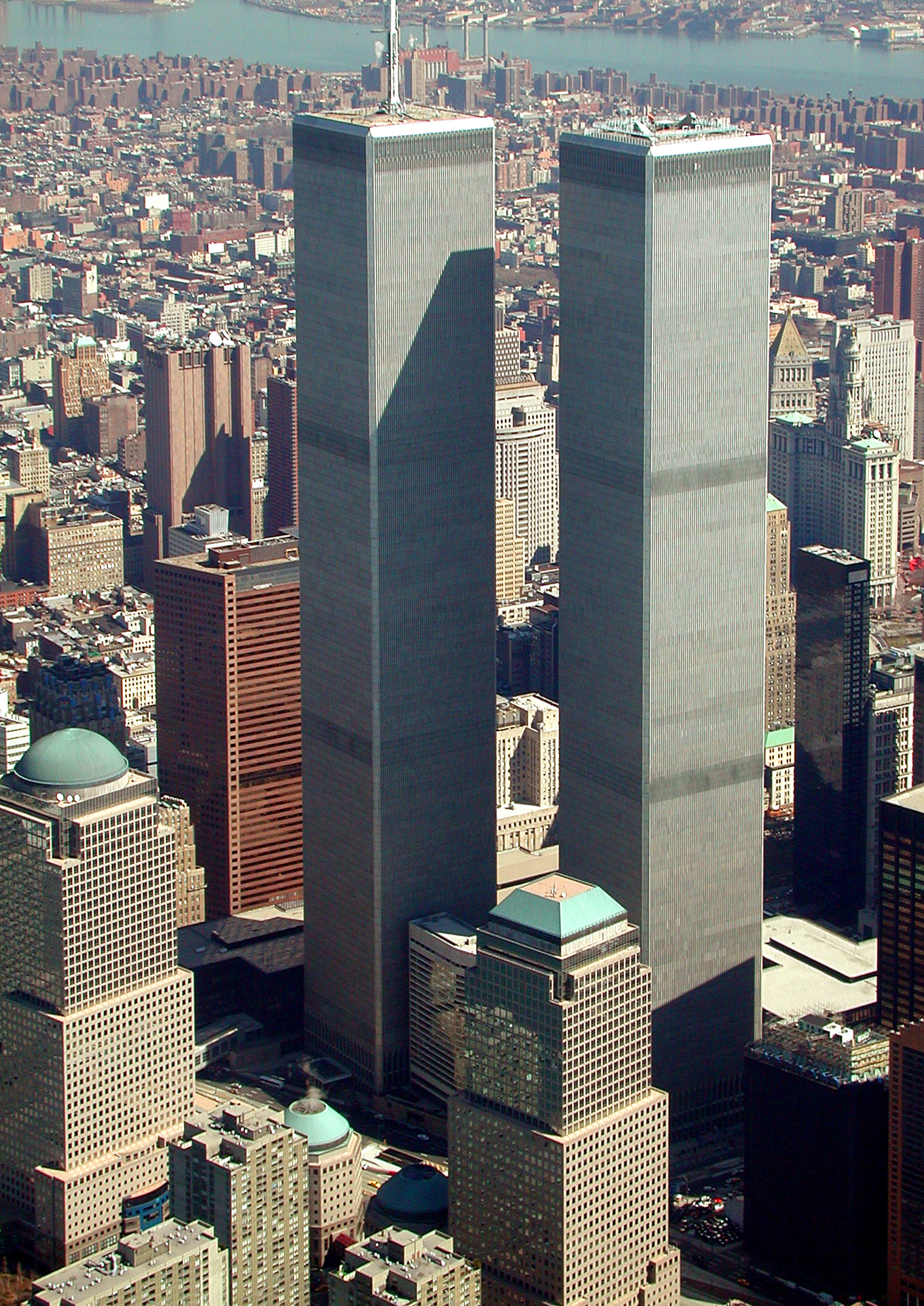
معروفترین اثر یاماساکی برجهای دوقلوی مرکز تجارت جهانی نیویورک بودند که در یازدهم سپتامبر نابود شدند.
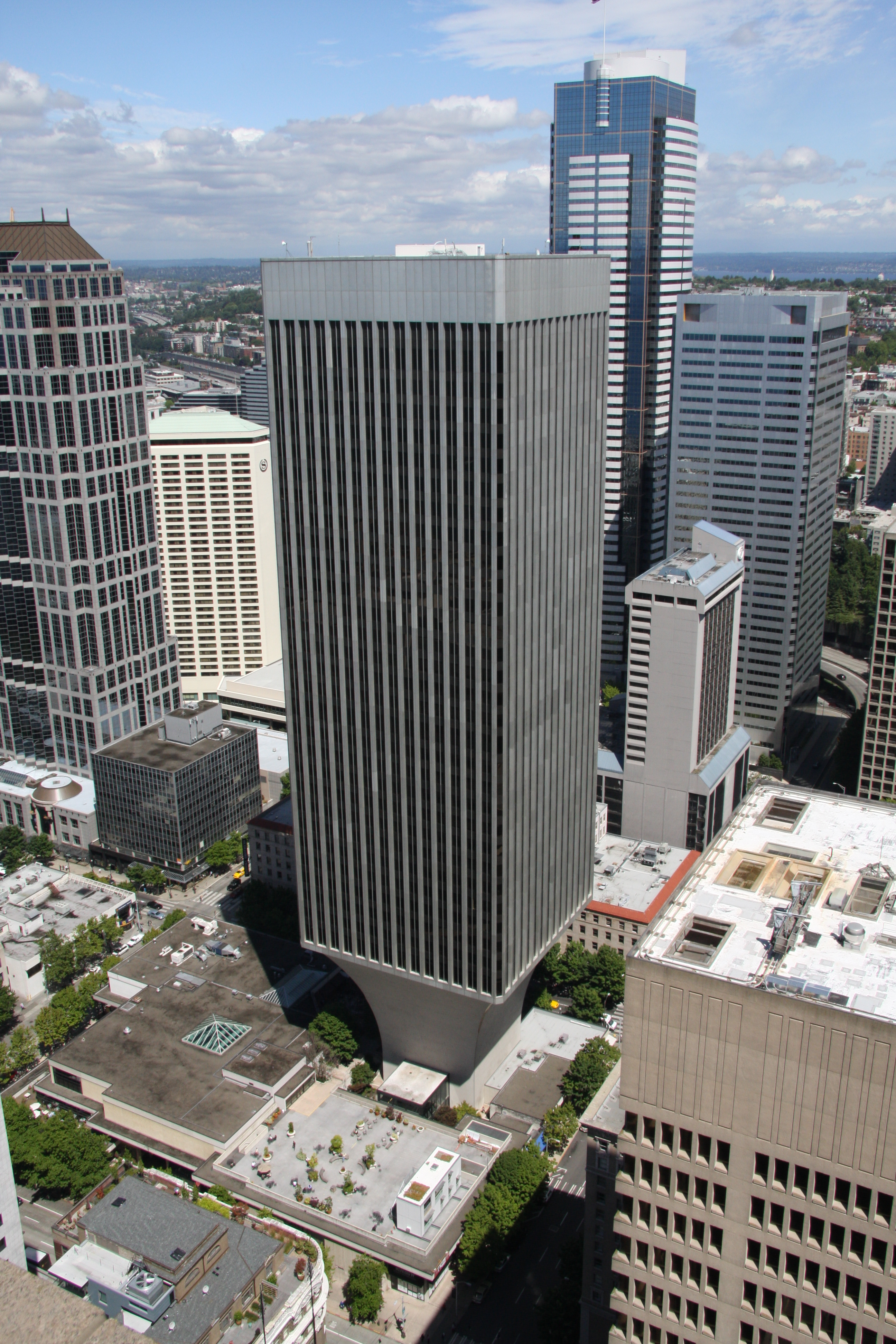
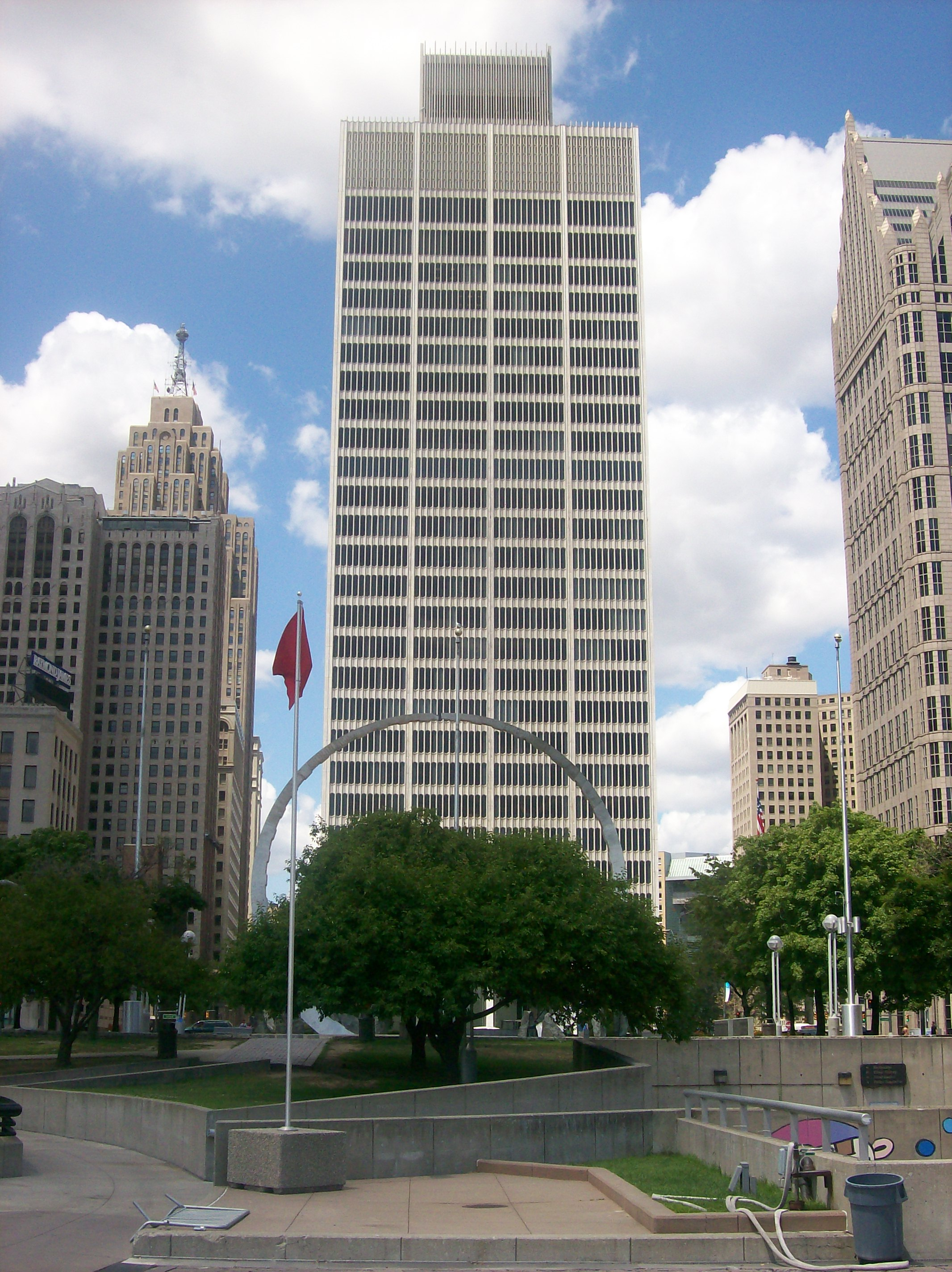
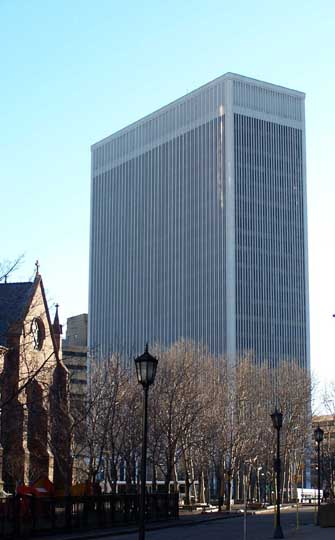
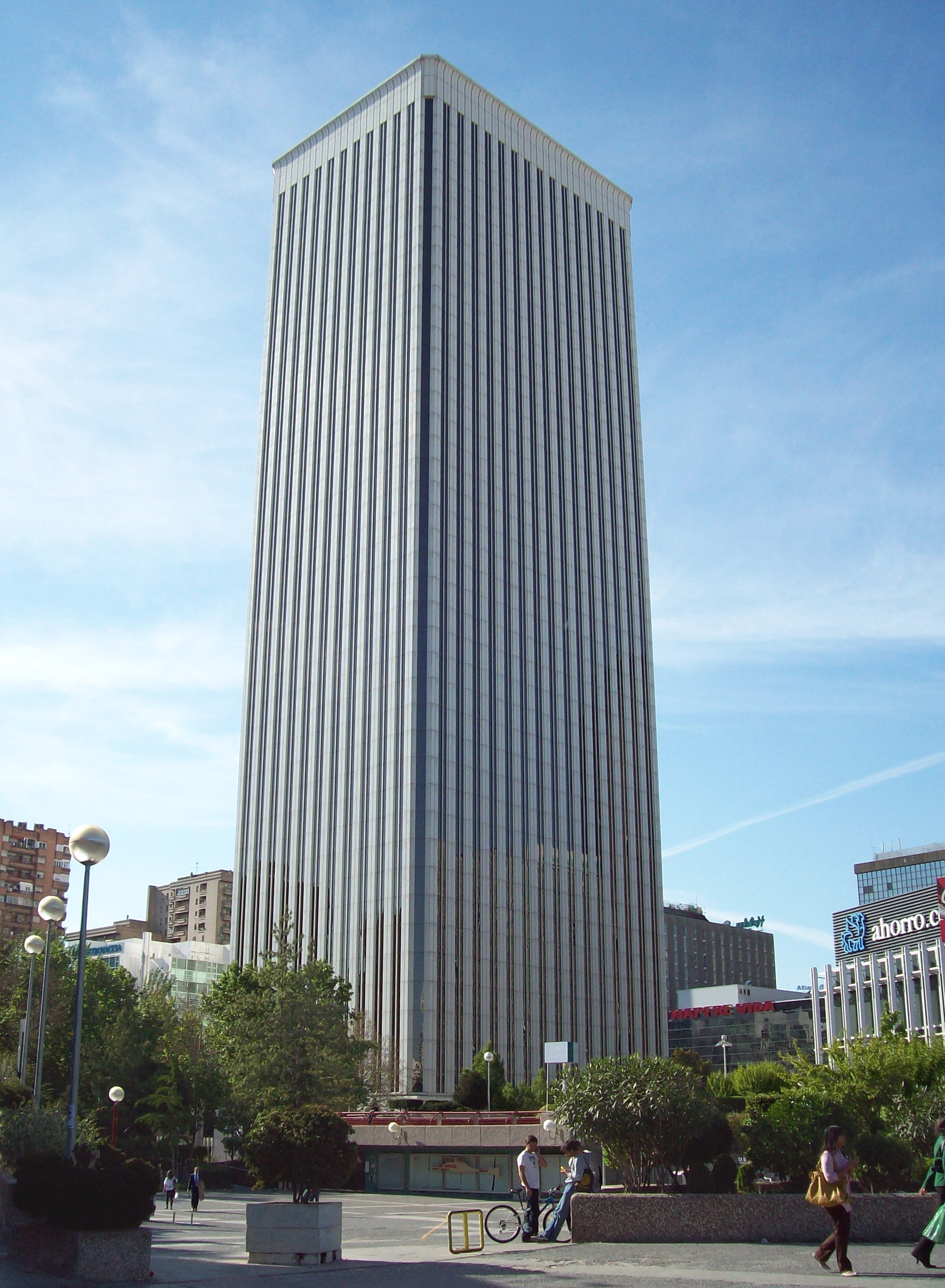
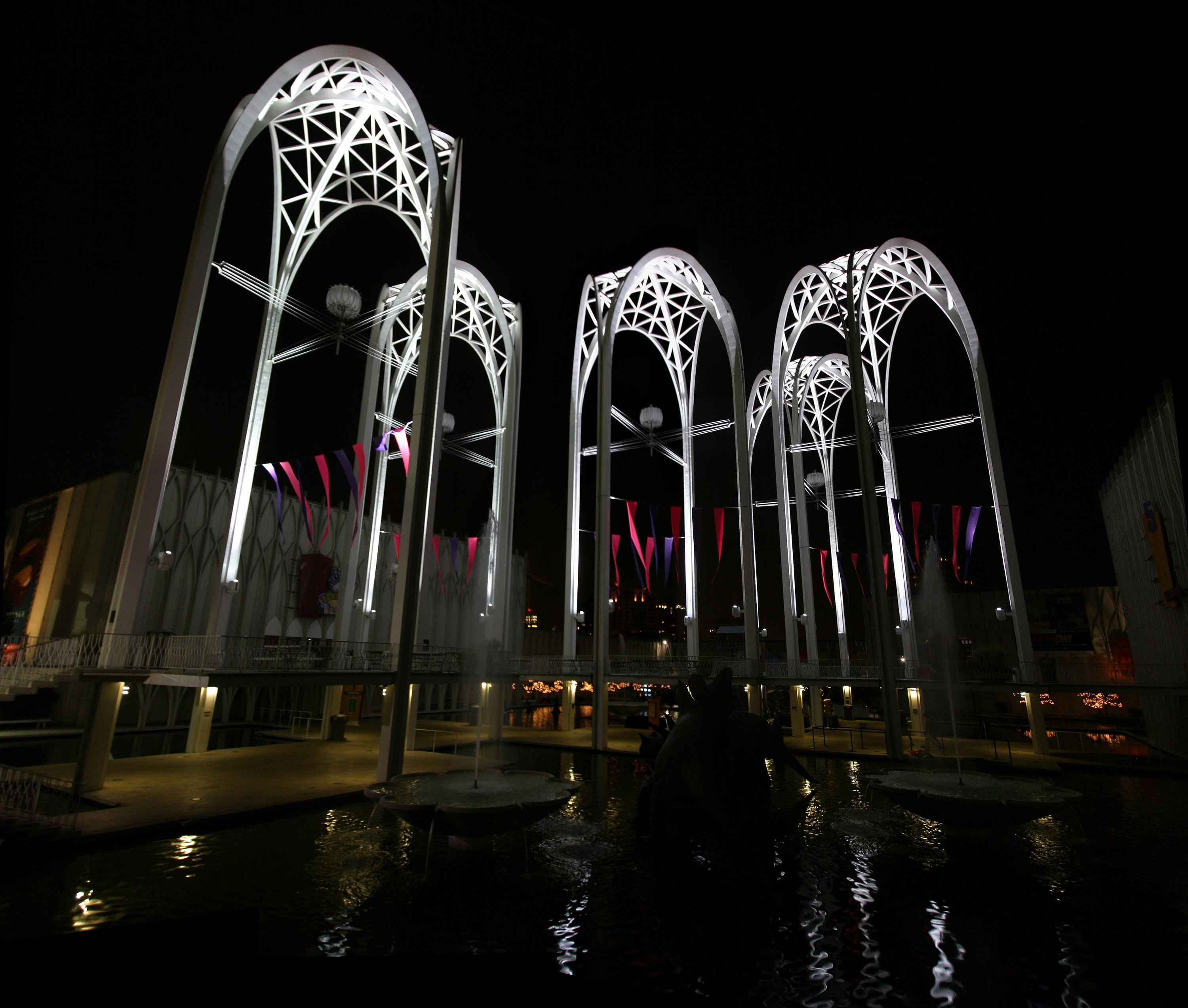
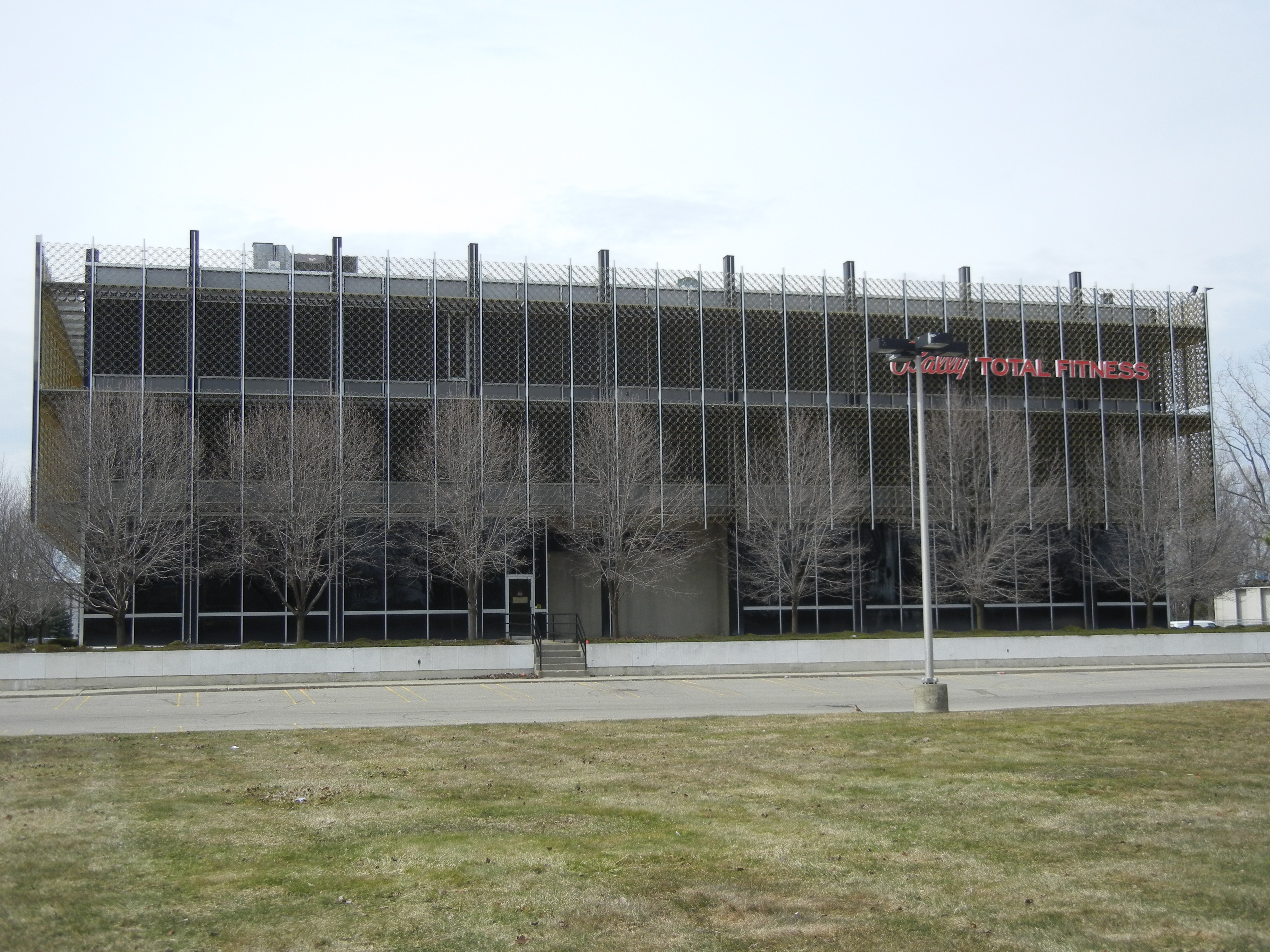
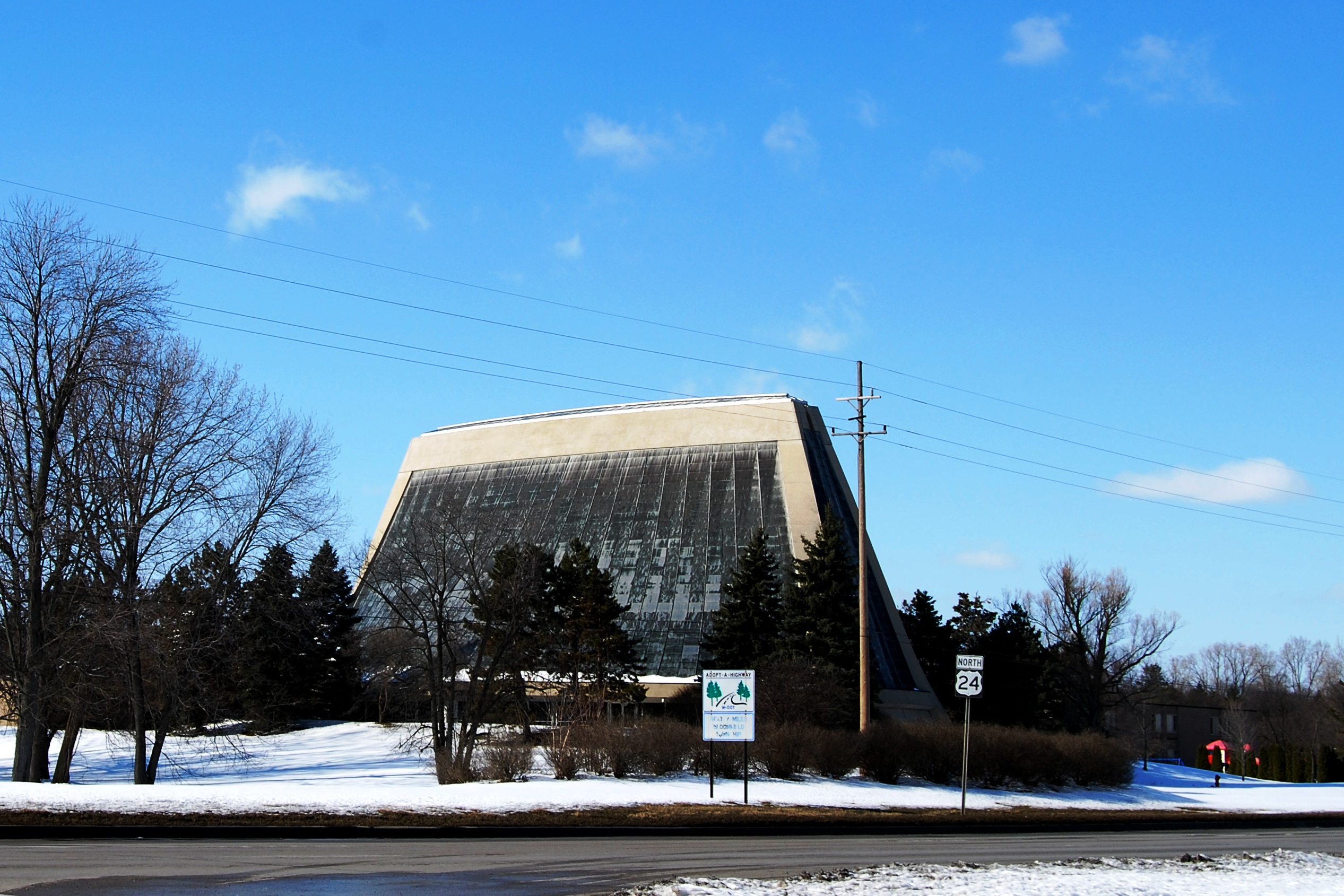
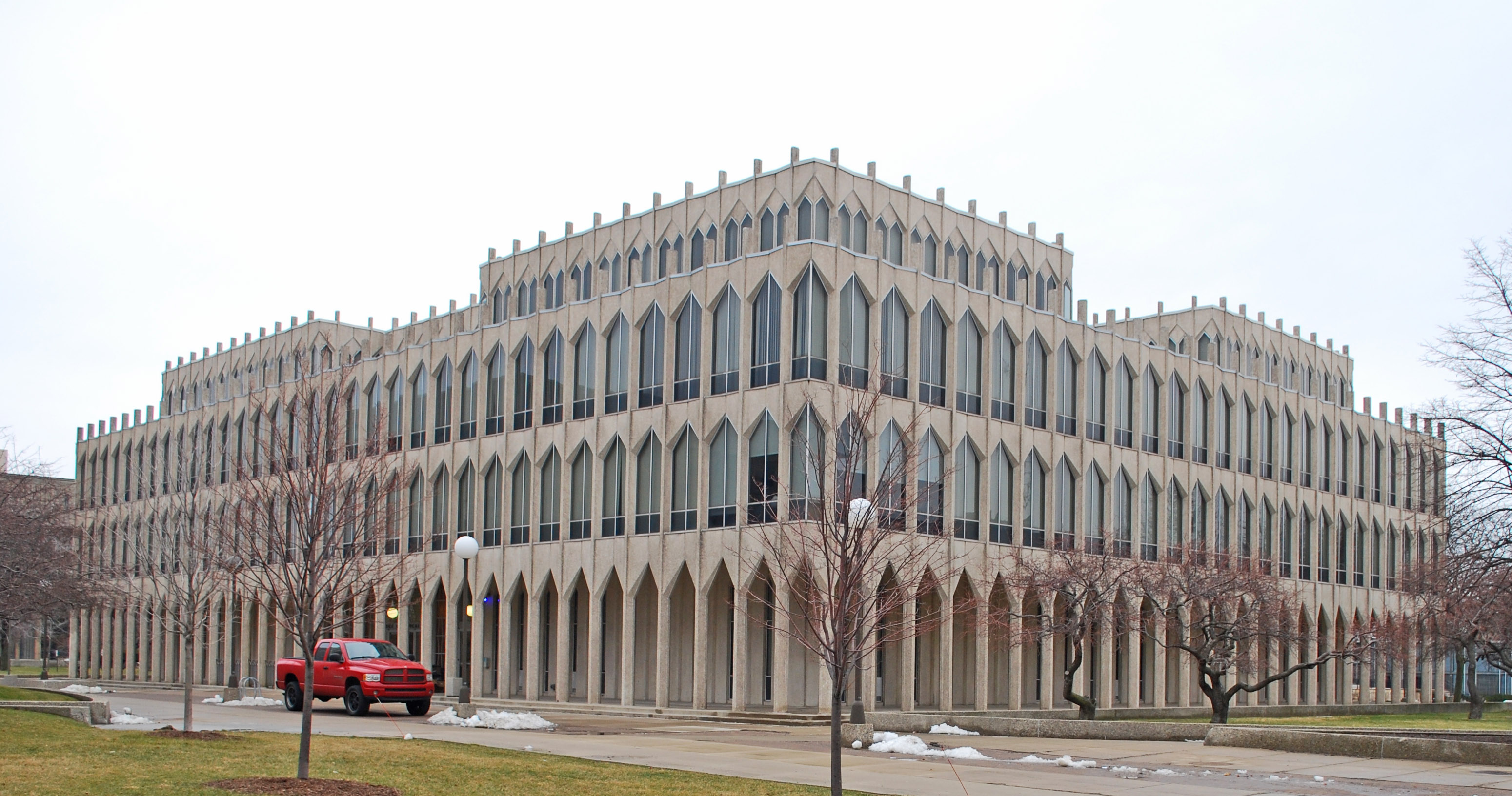
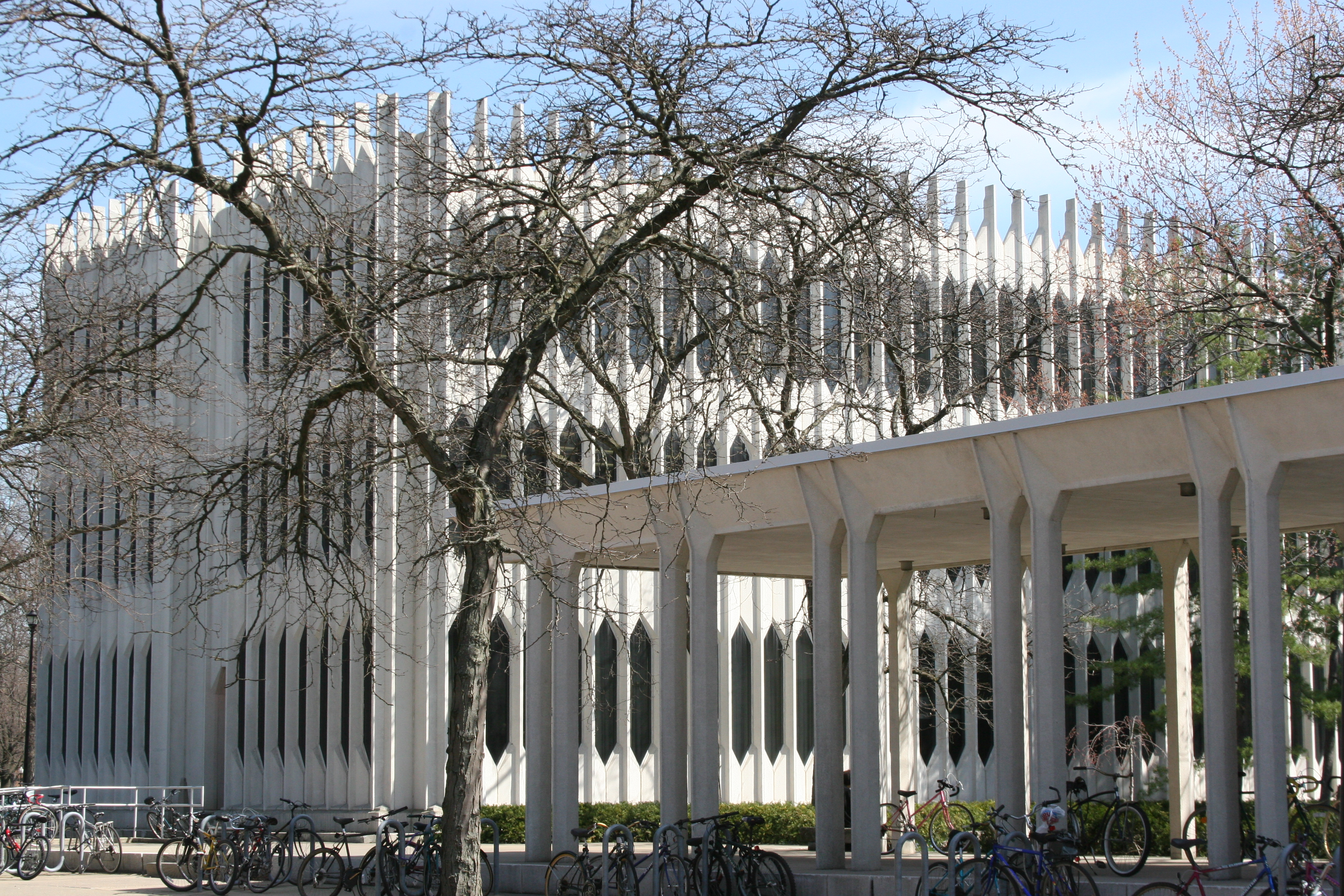